# Macedónia az 1996. évi nyári olimpiai játékokon
Macedónia az egyesült államokbeli Atlantában megrendezett 1996. évi nyári olimpiai játékok egyik részt vevő nemzete volt. Az országot az olimpián 4 sportágban 11 sportoló képviselte, akik érmet nem szereztek. Macedónia önállóan először vett részt az olimpiai játékokon.

## Birkózás
Szabadfogású
| Versenyző        | Versenyszám | 32-es főtábla                | Nyolcaddöntő              | Negyeddöntő                   | Elődöntő                  | Vigaszág 2. kör                   | Vigaszág 3. kör                 | Vigaszág 4. kör        | Vigaszág 5. kör   | Vigaszág 6. kör         | Bronz- mérkőzés                             | Döntő             | Helyezés |
| Versenyző        | Versenyszám | Ellenfél Eredmény            | Ellenfél Eredmény         | Ellenfél Eredmény             | Ellenfél Eredmény         | Ellenfél Eredmény                 | Ellenfél Eredmény               | Ellenfél Eredmény      | Ellenfél Eredmény | Ellenfél Eredmény       | Ellenfél Eredmény                           | Ellenfél Eredmény | Helyezés |
| ---------------- | ----------- | ---------------------------- | ------------------------- | ----------------------------- | ------------------------- | --------------------------------- | ------------------------------- | ---------------------- | ----------------- | ----------------------- | ------------------------------------------- | ----------------- | -------- |
| Vlatko Szokolov  | 48 kg       | Vitalie Railean (MDA) · 0–10 |                           |                               |                           | José Manuel Restrepo (COL) · 15–4 | Gheorghe Corduneanu (ROU) · 3–7 | kiesett                | kiesett           | kiesett                 | kiesett                                     |                   | 11.      |
| Saban Trsztena   | 57 kg       | Alejandro Puerto (CUB) · 4–3 | erőnyerő                  | Aljakszandr Huzav (BLR) · 7–3 | Gia Sissaouri (CAN) · 1–4 |                                   |                                 |                        |                   | Harun Doğan (TUR) · 2–3 | Az 5. helyért · Mohammad Talaei (IRI) · 4–3 |                   | 5.       |
| Valerij Verhusin | 74 kg       | Rein Ozoline (AUS) · 15–7    | Boris Budayev (UZB) · 8–0 | Plamen Paszkalev (BUL) · 0–12 |                           |                                   |                                 | Óta Takuja (JPN) · 0–7 | kiesett           | kiesett                 | kiesett                                     |                   | 10.      |

## Kajak-kenu

### Szlalom
| Versenyző       | Versenyszám       | Döntő    | Döntő    | Döntő         | Döntő         | Döntő         | Döntő         |
| Versenyző       | Versenyszám       | 1. futam | 1. futam | 2. futam      | 2. futam      | Jobb eredmény | Jobb eredmény |
| Versenyző       | Versenyszám       | Pont     | Hely.    | Pont          | Hely.         | Pont          | Helyezés      |
| --------------- | ----------------- | -------- | -------- | ------------- | ------------- | ------------- | ------------- |
| Lazar Popovszki | Férfi kajak egyes | 159,53   | 21.      | 158,30        | 21.           | 158,30        | 29.           |
| Nenad Trpovszki | Férfi kenu egyes  | 316,19   | 28.      | nem ért célba | nem ért célba | 316,19        | 30.           |
| Ana Ugrinovszka | Női kajak egyes   | 346,93   | 27.      | 483,17        | 30.           | 346,93        | 29.           |

## Sportlövészet
Férfi
| Versenyző       | Versenyszám | Selejtező | Selejtező | Döntő   | Döntő    |
| Versenyző       | Versenyszám | Pont      | Helyezés  | Pont    | Helyezés |
| --------------- | ----------- | --------- | --------- | ------- | -------- |
| Darko Naszeszki | Légpuska    | 580       | 36.       | kiesett | kiesett  |

## Úszás
Férfi
| Versenyző           | Versenyszám    | Előfutam | Előfutam | Előfutam | Döntő   | Döntő   | Döntő   | Helyezés |
| Versenyző           | Versenyszám    | Idő      | Hely.    | Össz.    | Típus   | Idő     | Hely.   | Helyezés |
| ------------------- | -------------- | -------- | -------- | -------- | ------- | ------- | ------- | -------- |
| Kire Filipovszki    | 100 m pillangó | 56,13    | 1.       | 42.      | kiesett | kiesett | kiesett | kiesett  |
| Kire Filipovszki    | 200 m vegyes   | 2:11,90  | 4.       | 35.      | kiesett | kiesett | kiesett | kiesett  |
| Alekszandar Malenko | 200 m pillangó | 2:01,46  | 2.       | 23.      | kiesett | kiesett | kiesett | kiesett  |
| Alekszandar Malenko | 400 m vegyes   | 4:34,06  | 7.       | 24.      | kiesett | kiesett | kiesett | kiesett  |

Női
| Versenyző         | Versenyszám    | Előfutam | Előfutam | Előfutam | Döntő   | Döntő   | Döntő   | Helyezés |
| Versenyző         | Versenyszám    | Idő      | Hely.    | Össz.    | Típus   | Idő     | Hely.   | Helyezés |
| ----------------- | -------------- | -------- | -------- | -------- | ------- | ------- | ------- | -------- |
| Mirjana Bosevszka | 400 m gyors    | 4:21,27  | 1.       | 22.      | kiesett | kiesett | kiesett | kiesett  |
| Mirjana Bosevszka | 800 m gyors    | 8:57,52  | 8.       | 22.      | kiesett | kiesett | kiesett | kiesett  |
| Mirjana Bosevszka | 400 m vegyes   | 4:55,57  | 3.       | 23.      | kiesett | kiesett | kiesett | kiesett  |
| Natasa Meskovszka | 100 m pillangó | 1:04,25  | 5.       | 37.      | kiesett | kiesett | kiesett | kiesett  |
| Natasa Meskovszka | 200 m pillangó | 2:17,90  | 2.       | 23.*     | kiesett | kiesett | kiesett | kiesett  |

* - egy másik versenyzővel azonos eredményt ért el